# بيسون آسيوي
البيسون الآسيوي أو البيسون أوسّيلانديتايلز هو نوع قبل تاريخي من حيوانات البيسون عاش في قارة أمريكا الشمالية خلال عصر البلستوسين. من المُحتمل أن هذا النوع تطور من البيسون بريسكس الذي عاش قبل ذلك. كان البيسون الآسيوي أصغر حجماً وذا قرون أضأل من البيسون بريسكس، كما أن قرنيه - على عكس أي بيسون آخر قبله - كانا موجهين إلى الأعلى ويَمتدان على نفس مستوى أنفه ووجهه، وذلك بدلاً من أن يَكونا موجهين إلى الأمام مثل الأنواع السابقة. وقبل حوالي 5,000 عام، حل البيسون الأمريكي الحديث مكان البيسون الآسيوي الذي انتهى به الأمر بالانقراض. وقد افترض أن أعداد البيسون الآسيوي كانت قد انحدرت بسبب تنافسه مع الحيوانات الضخمة الأخرى الآكلة للنباتات التي عاصرته في تلك الحقبة.